# Michael Baxte
Michael Baxte (* 27. Januar 1890 in Staroselie, damals Russland; † 1972) war ein amerikanischer Maler.
Baxtes Familie kam aus Russland in die Vereinigten Staaten, wo er im Mississippi-Tal aufwuchs. Nach einem Musikstudium in Paris kehrte er zurück nach New York City, wo er mit der Malerei anfing. Er heiratete eine französische Malerin und stellte seine Bilder erstmals aus. In den 1930er-Jahren lebte er wieder in Frankreich, gehörte zu den Künstlern der École de Paris und stellte unter anderem im Salon d’Automne aus. An den Kunstwettbewerben im Rahmen der Olympischen Spiele in Berlin nahm er für die Vereinigten Staaten teil. Mit dem Ausbruch des Zweiten Weltkriegs ging er nach Mexiko, wo er bis zu seinem Tode lebte und arbeitete. Zu seinen Bildern zählen überwiegend Porträts, Landschaften und Stillleben.